# 譚偉豪
譚偉豪，JP（Samson Tam Wai-ho，1964年2月26日—），譚偉豪是一位科技創業者，具備30多年企業管理經驗，為「快譯通」電子詞典的創始人，從事天使投資多年，投資的企業涵蓋資訊科技、智慧製造、醫療健康等領域，對人工智能、機械人、科技金融和芯片等領域也感興趣，同時亦致力創造培育初創企業的生態系統。
譚偉豪現任權智有限公司主席、香港產學研合作促進會會長、香港英諾天使基金創始合夥人、香港科學園董事會成員、數碼港投資者網絡成員、前海科控港深創業投資基金合夥人、斑馬星球科創加速平台創始合夥人、海峽兩岸暨港澳協同創新聯盟副理事長、香港中文大學聯合書院校董、香港工業總會珠三角協會名譽副主席等。
譚偉豪曾任香港立法會議員(資訊科技界)、香港天使投資脈絡主席、香港生產力促進局副主席、香港公開大學校董會成員等。

## 生平
譚偉豪於九龍油麻地廟街附近長大，祖籍廣東省羅定市；家裏共有五兄弟姊妹，父親為一名海員。中學畢業於中華基督教會銘基書院，於香港中學會考物理及數學兩科奪得 A 級成績，又於中三時信奉基督教。他讀至中六時自修一年再報考香港高級程度會考，及後於1986年畢業於香港中文大學聯合書院電子工程學系。他畢業後任職軟件工程師，兩年後與兄長譚偉棠共同創業。1992年獲選為「香港青年工業家」，1997年獲選為「香港十大傑出青年」。2005年取得香港理工大學哲學博士學位。2006年獲香港特區政府委任為非官守太平紳士。2007年獲選為「傑出理大校友」。2008年獲香港科技大學頒授榮譽大學院士，2017年獲香港公開大學頒授榮譽大學院士。

## 宗教
譚偉豪是基督徒。

## 參與節目

### 無綫電視
- 2014年：我要做老闆（節目評審）

## 軼聞
- 2008年至2012年間，譚偉豪擔任立法會議員。他與另外四名親建制派兼無黨籍的香港立法會功能組別議員陳茂波、陳健波、梁家騮和林大輝合稱為「五散人」。

## 外部連結
- 譚偉豪官方網站 （页面存档备份，存于）